# Nationalpark Wattenmeer (Dänemark)
Der Nationalpark Wattenmeer (dänisch: Nationalpark Vadehavet) ist einer der insgesamt fünf Nationalparks in Dänemark. Er wurde am 16. Oktober 2010 eingeweiht. Er reicht entlang der Nordseeküste von der Landesgrenze zu Deutschland im Süden bis zur Mündung der Varde Å in die Nordsee im Norden und umfasst ebenfalls die der Küste vorgelagerten dänischen Wattenmeerinseln Rømø, Mandø, Fanø und Langli.
2014 wurde das UNESCO-Weltnaturerbe Wattenmeer, das bis dato nur deutsche und niederländische Gebiete umfasst hat, um große Teile des dänischen Wattenmeers inklusive dieses Nationalparks erweitert. Das UNESCO-Weltnaturerbe Wattenmeer wird durch das 1987 von den drei Wattenmeeranrainern Dänemark, Deutschland und den Niederlanden gegründete Wattenmeersekretariat mit Sitz in Wilhelmshaven verwaltet. Grundlage dieser Zusammenarbeit ist der Wattenmeerplan 2010.